# Копель
Копе́ль — сплав, що складається з таких елементів: Ni (42,5…44 %); Fe (0,15 %); Mn (0,1…1,0 %) решта Cu (марка: МНМц 43-0,5).
Густина сплаву 8900 кг/м3, температура плавлення 1220…1290 °C, температурний коефіцієнт лінійного розширення 14× 10−6 °C−1, питомий електричний опір 0,5 мкОм·м. Характеризується високою термоелектрорушійною силою у парі з багатьма металами і використовується для виготовлення електродів термопар. З усіх мідно-нікелевых сплавів копель має максимальну термоелектрорушійну силу у парі з хромелем (близько 6,95 мВ при 100°С, 49,0 мВ при 600°С).
Застосовується головним чином у пірометрії як негативний термоелектрод термопари при вимірюванні температур до 600 °C, а також, як компенсаційний провід. У парах з міддю, залізом, платиною, хромелем він забезпечує велику термо–е.р.с. за мінімального температурного коефіцієнта електроопору. 
Термопару мідь–копель застосовують для вимірювання температури в інтервалі від мінус 200 оС до плюс 400 оС у окиснювальних, відновлювальних й інертних середовищах та у вакуумі. Для тривалої роботи в цих середовищах до температури 800 оС використовують термопару хромель–копель. З усіх копелевих термопар вона має найвищу чутливість і термоелектричну стабільність.
Копель МНМц 43-0,5 постачається у формі:
- дроту діаметром 0,10…12,00 мм;
- круга діаметром 12,0…100,0 мм;
- стрічки товщиною 0,1…5,0 мм, шириною 3…600 мм.